# Daniel Rasmussen
Daniel Rasmussen (12. februar 1865 i Sønder Vilstrup – 20. februar 1955 i Ollerup) var en dansk arkitekt, far til Ejnar Mindedal (Rasmussen).

## Uddannelse
Han var søn af murer-, tømrer- og snedkermester Lars Rasmussen og Inger Danielsen og var den første i en lang række bygmestre med tilknytning til Ollerup Folkehøjskole, der blev grundlagt 1868. Daniel Rasmussen fik en sin uddannelse i højskolemiljøet. Han arbejdede som murersvend, blandt andet to år i Hamborg, gik på aftenskole i Kolding og på Vallekilde Høj- og Håndværkerskole vinteren 1883-84, på Odense Tekniske Skole i vintrene 1885-87 og på Askov Højskole i vintrene 1888-89.

## Virke og stil
Rasmussen blev lærer ved Lyngby Højskole 1891 og var fra i over fyrre år, fra 1891 til 1932, leder af Håndværksafdelingen på Ollerup Folkehøjskole. Han var medlem af bestyrelsen for Understøttelseskassen for Højskoler og Landbrugsskoler 1903-32 og bygningskonsulent for præstegårdene i Fyens Stift 1922-43. 
I sit lange liv kom Rasmussen på rejser til Sverige 1903; Tyskland, Schweiz og Italien 1906 og 1912; Finland 1907; Holland og Belgien 1920 samt Tyskland og Belgien 1922. 
Daniel Rasmussen har tegnet en lang række undervisningsbygninger og landbrugsbygninger. Der er tale om enkle brugsbygninger med nyklassicistiske og nybarokke stiltræk (Dansk Landbrugsmuseum). Selvom Rasmussen ikke var deltager i Bedre Byggeskik-bevægelsen, er der et tydeligt tilhørsforhold til den æstetik, som Landsforeningen Bedre Byggeskik dyrkede. Hans bygninger fremstår ofte røde, håndstrøgne mursten, muret med skrabefuge, gesims med fremspring og savskifte, midterparti fremhævet med trekantgavl.
Han blev gift 10. oktober 1891 i Sønder Vilstrup Kirke med Thyra Sørensen (7. september 1862 i Taulov - 29. maj 1949 i Ollerup), datter af mekaniker Jens Sørensen (Lund) og Kirstine Sørensen (Mindedal).
Han er begravet på Ollerup Kirkegård.

## Værker
- Ørre Præstegård ved Herning (1892)
- Ollerup Folkehøjskole (1893-94)
- Ombygning af herregården Tøjstrup ved Ryslinge (1902 og senere)
- Kærehave Husmandsskole med lærerboliger (1902)
- Staldbygning, godsforvalterbolig og skovriderbolig til herregården Hvidkilde ved Ollerup (1903 og senere)
- Vester Åby Mejeri (1903-13)
- Hotel på Tåsinge (1904-05)
- Fyns Andels-Foderstofforretning, Svendborg (1905 og senere)
- Børnehjemmet Brandts Minde, Ollerup (1906)
- Adamsgave ved Nakskov (1906)
- Hotel i Hesselager (1906)
- Pigehjem i Vejstrup (1907-08)
- Egense Skole (1908)
- Avlsbygninger og hovedbygning på ældre fundamenter til herregården Fredsholm (1908)
- Iagttagelseshjem i Ærøskøbing (1910)
- Forsamlingshus i Vester Åby (1910)
- Vester Skerninge Elektricitetsværk (1910)
- Gymnastikhus og staldbygning til Landerupgårds Skolehjem (1910)
- Skole i Øksendrup (1911)
- Holsteinsminde Skolehjem (1911)
- Bygninger til herregården Ørnfeldt (1911-12, opført til afløsning af brændt avlsgård til herregården Ulriksholm)
- Lakkendrup Skole (1912)
- Hjerm Elektricitetsværk (1913)
- Forsamlingshus i Stenstrup (1915)
- Dansk Landbrugsmuseum, siden Frilandsmuseets magasin, Kongevejen 79, Kongens Lyngby (1915, nedlagt)
- Virumgård forsøgsgård (1916)
- Avlsbygninger, Thomasminde ved Aarhus (1917)
- Fyns Kaffesurrogatfabrik, Odense (1917)
- Gymnastikhus i Thurø By (1920)
- Brændeskov Forskole ved Svendborg (1921)
- Desuden adskillige mindre gårde, staldbygninger, villaer, restaureringer og ombygninger

Sammen med sønnen Ejnar Mindedal (Rasmussen):
- Gjellerup Valgmenighedskirke, Hammerum (1924)
- Hammerum Havebrugsskole (1926)
- Staldbygning til Dalum Landbrugsskole (1929)
- Lem Sydsogns Kirke (1929-31)

### Projekter
- Svinestalde, prisopgave udskrevet af De Samvirkende Landboforeninger og Andelsslagterier (1902, opmuntringspræmie)

### Skriftlige arbejder
- Husmandens Bolig, 1913.
- (sammen med Einar Mindedal Rasmussen): Lommebog for Bygningshaandværkere, 1920 og senere år
- Husbygning, 1929.
- Geometrisk Tegning, Landmaaling og Nivellering, 1933.